# Munchhouse
Munchhouse település Franciaországban, Haut-Rhin megyében. Lakosainak száma 1538 fő (2022. január 1.). Munchhouse Hirtzfelden, Roggenhouse, Rumersheim-le-Haut, Bantzenheim, Battenheim, Ensisheim és Réguisheim községekkel határos.

## Népesség
A település népességének változása:
| Lakosok száma | 1608 | 1574 | 1572 | 1519 | 1510 | 1561 | 1577 | 1557 | 1538 |
|               | 2013 | 2015 | 2016 | 2017 | 2018 | 2019 | 2020 | 2021 | 2022 |